# Junction Knob
Junction Knob är en kulle i Antarktis. Den ligger i Östantarktis. Nya Zeeland gör anspråk på området. Toppen på Junction Knob är 1 780 meter över havet.
Terrängen runt Junction Knob är kuperad åt sydost, men åt nordväst är den bergig. Trakten är obefolkad. Det finns inga samhällen i närheten. 